# 西崑體
西崑體，中國宋代初期的宋詩與文學流派，因《西崑酬唱集》而得名。
宋初楊億、劉筠、錢惟演等人的詩歌多用典故，喜用對偶，著重音律，風格艷麗，模仿李商隱，作品編成《西崑酬唱集》，故稱「西崑體」。他們又多作辭句華麗的駢文，不脫唐末五代遺風，因而其所作駢文亦稱為西崑體。西崑體在宋初一度相當流行，歐陽脩推動古文運動，他雖然贊賞楊億的文章，卻批評西崑體駢文末流「浮薄」，西崑體從此衰落。